# Du lịch Pháp

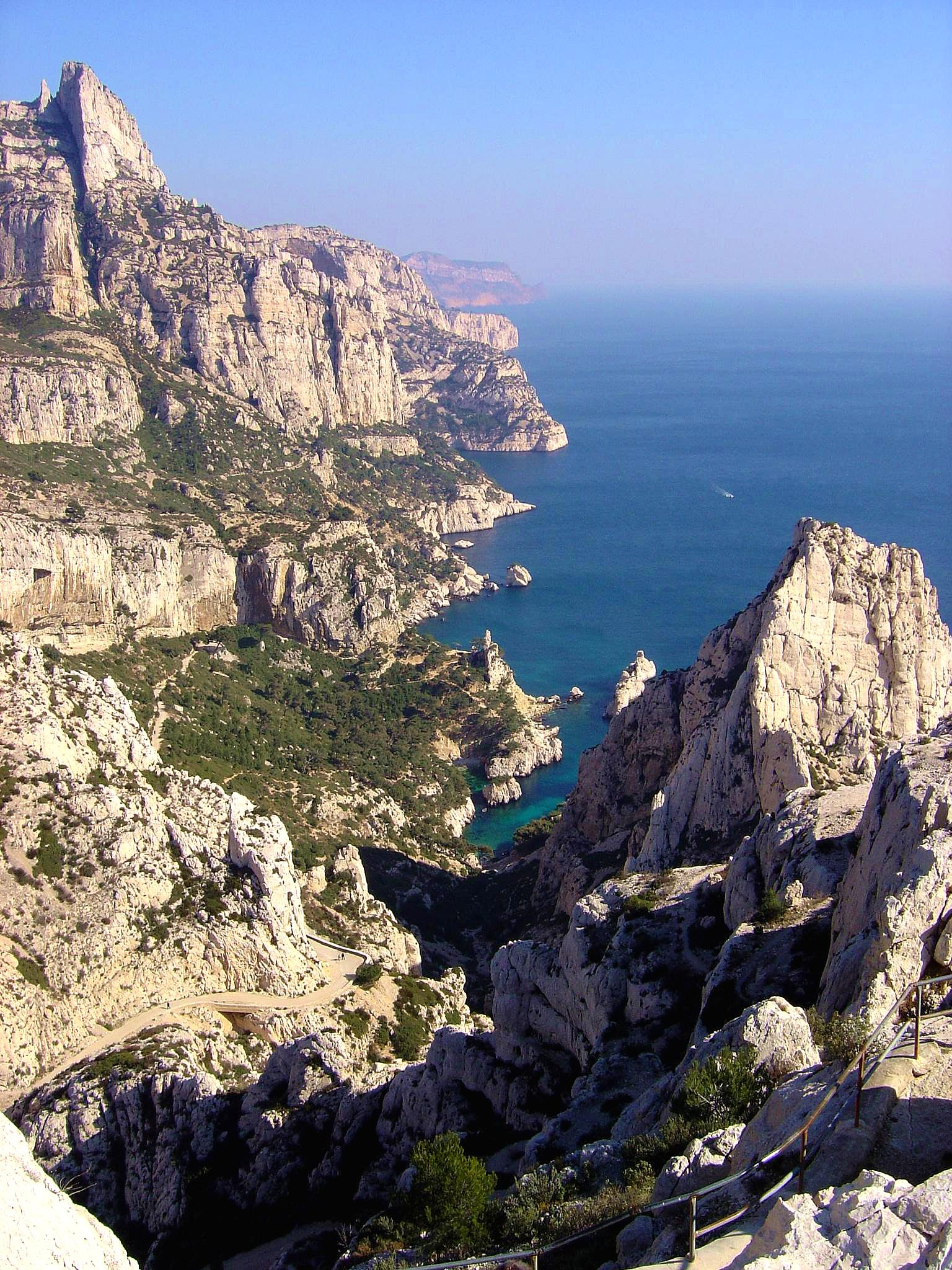
Calanques de Marseille, Pháp

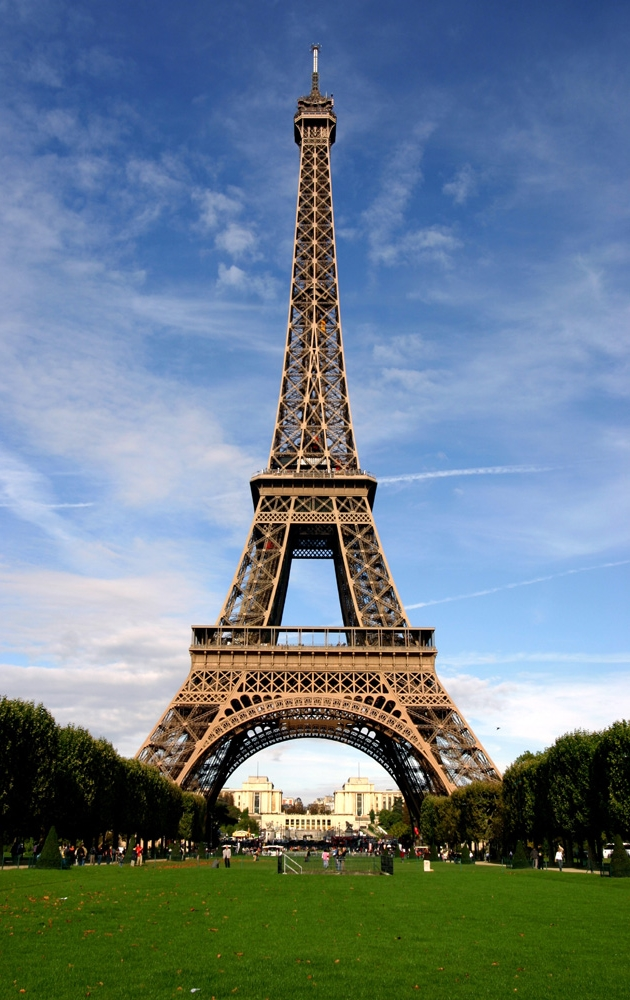
Tháp Eiffel, Paris

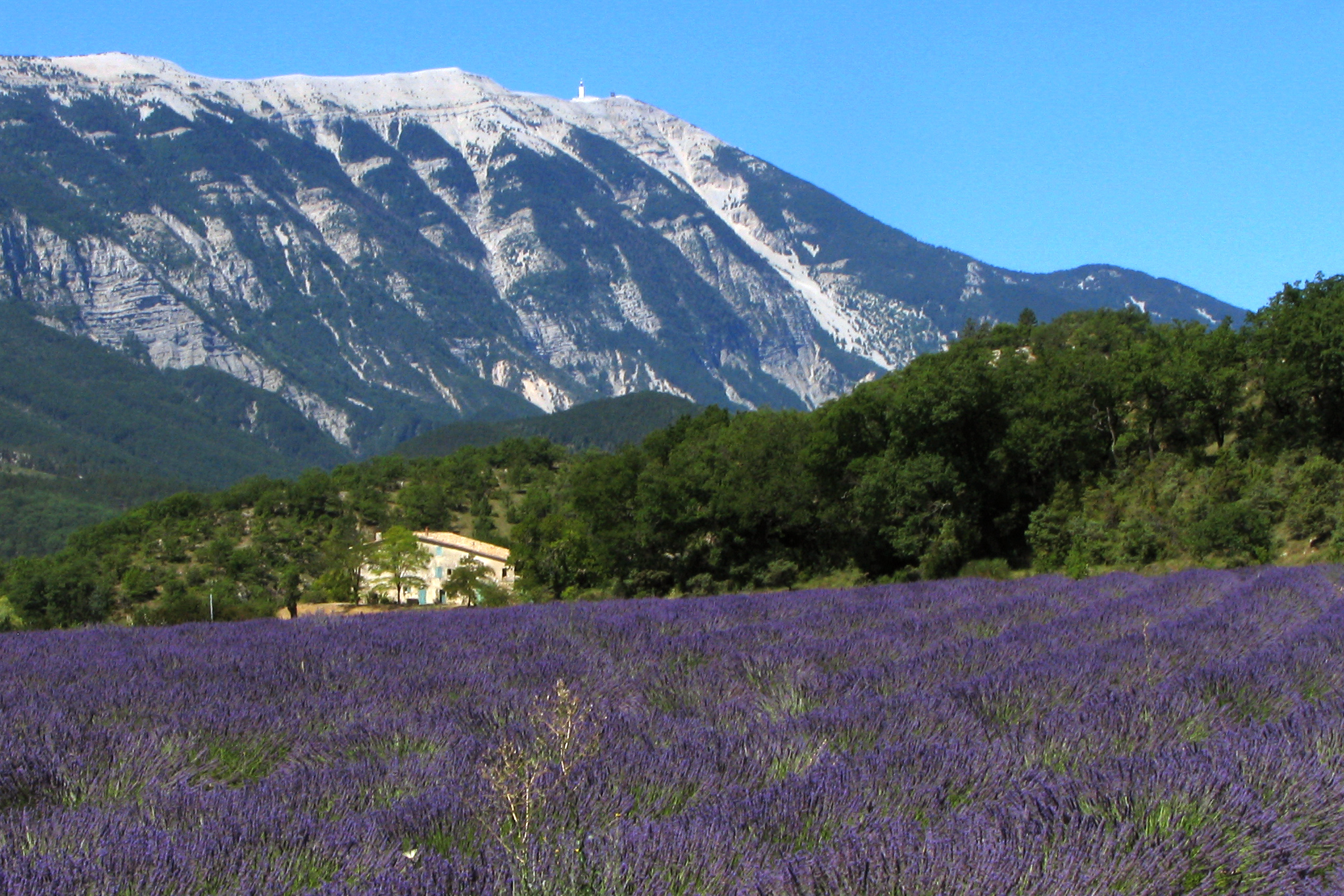
Cánh đồng Lavender và Mont Ventoux, Pháp

Du lịch là một ngành kinh tế quan trọng trong kinh tế Pháp.
Pháp đã thu hút 81,9 triệu lượt khách du lịch trong năm 2007 (vượt dân số của Pháp), tăng 3,8% so với năm 2006, là địa điểm du lịch phổ biến nhất trên thế giới. Con số này 81,9 triệu lượt khách quốc tế này không bao gồm những người ở lại ít hơn 24 giờ tại Pháp, chẳng hạn như người châu Âu phía bắc qua Pháp trên đường đến Morocco, Tây Ban Nha hoặc Italia trong mùa hè.
Pháp có các dãy núi, bờ biển như ở Brittany hoặc dọc theo biển Địa Trung Hải, thành phố với di sản văn hóa phong phú, châteaux (lâu đài) như cung điện Versailles, và những vườn nho. Du lịch là mang lại 6% thu nhập của đất nước (4% từ khách du lịch Pháp đi du lịch bên trong nước Pháp và 2% từ khách du lịch nước ngoài), và đóng góp đáng kể vào cán cân thanh toán.
Du lịch Paris có vai trò hàng đầu trong du lịch Pháp, với các điểm tham quan nổi tiếng như bảo tàng Louvre, tháp Eiffel, nhà thờ Đức Bà Paris.